# Кубок світу з біатлону 2012—2013, мас-старт, чоловіки
Залік гонок із масовим стартом серед чоловіків у рамках Кубка світу з біатлону 2012-13 складається із 5 гонок, перша з яких відбулася 16 грудня 2012 в Поклюці, а остання відбудеться на 9 етапі в Ханти-Мансійську. Свій титул володаря малого кришталевого глобусу відстоюватиме німець Андреас Бірнбахер.

## Формат
У гонках з масовим стартом беруть участь 30 біатлоністів, стартуючи водночас. Переможцем стає той з них, який першим перетне фінішну лінію. Гонка проводиться на дистанції 15 км, спортсмени долають 5 кіл і чотири рази виконують стрільбу: двічі з положення лежачи й двічі з положення стоячи. Перша стрільба виконується на установці, що відповідає стартовому номеру спортсмена, далі - в порядку прибуття біатлоністів на стрільбу. На кожній стрільбі біатлоніст повинна влучити в 5 мішеней. За кожен невлучний вистріл він карається додатковим колом довжиною 150 м.

## Переможці й призери етапів
| Етап:                                                                    | Золото:                     | Час               | Срібло:                      | Час               | Бронза:                       | Час               |
| Поклюка Протокол [Архівовано 20 грудня 2012 у WebCite]                   | Андреас Бірнбахер Німеччина | 35:39.4 (0+0+0+0) | Яков Фак Словенія            | 35:57.1 (0+0+1+1) | Тім Берк США                  | 36:02.0 (0+0+1+1) |
| Рупольдінг [ Протокол]                                                   | Мартен Фуркад Франція       | 36:27.7 (0+0+0+0) | Дмитро Малишко Росія         | 36:28.2 (1+0+0+0) | Еміль Хегле Свендсен Норвегія | 36:38.3 (0+1+1+0) |
| Чемпіонат світу Протокол [Архівовано 19 лютого 2013 у Wayback Machine.]  | Тар'єй Бо Норвегія          | 36:15.8 (0+0+0+0) | Антон Шипулін Росія          | 36:19.5 (0+0+1+0) | Еміль Хегле Свендсен Норвегія | 36:23.2 (0+1+0+0) |
| Хольменколлен Прокотол [Архівовано 5 березня 2013 у Wayback Machine.]    | Ондрей Моравець Чехія       | 39:48.7 (0+0+0+1) | Мартен Фуркад Франція        | 40:02.4 (1+0+0+2) | Ерік Лессер Німеччина         | 40:05.5 (0+0+1+0) |
| Ханти-Мансійськ Протокол [Архівовано 15 вересня 2015 у Wayback Machine.] | Мартен Фуркад Франція       | 41:51.4 (0+1+0+0) | Домінік Ландертінгер Австрія | 42:05.3 (0+0+1+0) | Еміль Хегле Свендсен Норвегія | 42:08.7 (0+0+1+0) |

## Поточна таблиця
| #  | Біатлоніст                     | ПОК | РУП | ЧС | ХОЛ | ХМК | Разом |
| -- | ------------------------------ | --- | --- | -- | --- | --- | ----- |
|    | Мартен Фуркад (FRA)            | 43  | 60  | 31 | 54  | 60  | 248   |
| 2  | Еміль Хегле Свендсен (NOR)     | 38  | 48  | 48 | —   | 48  | 182   |
| 3  | Тім Берк (USA)                 | 48  | 22  | 11 | 43  | 43  | 167   |
| 4  | Андреас Бірнбахер (GER)        | 60  | 36  | 30 | 23  | 14  | 163   |
| 5  | Ондрей Моравець (CZE)          | 14  | 16  | 43 | 60  | 29  | 162   |
| 6  | Тар'єй Бо (NOR)                | —   | 27  | 60 | 36  | 36  | 159   |
| 7  | Домінік Ландертінгер (AUT)     | 18  | 30  | 38 | 15  | 54  | 155   |
| 8  | Яков Фак (SLO)                 | 54  | 38  | 22 | 25  | 15  | 154   |
| 9  | Сімон Едер (AUT)               | 25  | 21  | 23 | 31  | 40  | 140   |
| 10 | Б'єрн Феррі (SWE)              | 40  | 32  | 34 | 12  | 19  | 137   |
| 11 | Жан-Гійом Беатрікс (FRA)       | 22  | 24  | 36 | 34  | 18  | 134   |
| 12 | Фредрик Ліндстрем (SWE)        | 26  | 18  | 29 | 32  | 28  | 133   |
| 13 | Ерік Лессер (GER)              | 17  | 11  | 40 | 48  | 13  | 129   |
| 14 | Дмитро Малишко (RUS)           | 27  | 54  | 26 | —   | 20  | 127   |
| 15 | Антон Шипулін (RUS)            | 19  | 13  | 54 | —   | 34  | 120   |
| 16 | Андрій Дериземля (UKR)         | —   | 25  | 21 | 38  | 30  | 114   |
| 17 | Сімон Шемпп (GER)              | 24  | 40  | 27 | 11  | —   | 102   |
| 18 | Євген Гаранічев (RUS)          | 34  | 19  | 16 | —   | 32  | 101   |
| 19 | Міхал Шлезінгр (CZE)           | 23  | 23  | —  | 22  | 31  | 99    |
| 20 | Арнд Пайффер (GER)             | 11  | 26  | 18 | 19  | 23  | 97    |
| 21 | Алексі Беф (FRA)               | 21  | 43  | 13 | 16  | —   | 93    |
| 22 | Флоріан Граф (GER)             | 31  | 17  | —  | 24  | 21  | 93    |
| 23 | Лукас Гофер (ITA)              | —   | 29  | 20 | 27  | 17  | 93    |
| 24 | Сімон Фуркад (FRA)             | —   | —   | 32 | 21  | 38  | 91    |
| 25 | Генрік л'Абе-Лунд (NOR)        | 32  | 34  | 24 | —   | —   | 90    |
| 26 | Уле-Ейнар Б'єрндален (NOR)     | 29  | —   | 17 | 28  | 16  | 90    |
| 27 | Євген Устюгов (RUS)            | 36  | 28  | 25 | —   | —   | 89    |
| 28 | Андрій Маковеєв (RUS)          | 15  | 12  | —  | 40  | 11  | 78    |
| 29 | Ловелл Бейлі (USA)             | —   | —   | 28 | 14  | 27  | 69    |
| 30 | Фрідріх Пінтер (AUT)           | 30  | 14  | —  | 20  | —   | 64    |
| 31 | Карл Юхан Бергман (SWE)        | 28  | 20  | —  | —   | 12  | 60    |
| 32 | Жан-Філіпп Леґеллек (CAN)      | 20  | —   | 19 | 17  | —   | 56    |
| 33 | Даніель Мезотіч (AUT)          | —   | —   | —  | 30  | 24  | 54    |
| 34 | Ларс Хегле Біркеланд (NOR)     | —   | 31  | —  | —   | —   | 31    |
| 35 | Олексій Волков (RUS)           | —   | —   | —  | 29  | —   | 29    |
| 36 | Крістоф Зуманн (AUT)           | —   | —   | —  | —   | 26  | 26    |
| 36 | Олександр Логінов (RUS)        | —   | —   | —  | 26  | —   | 26    |
| 38 | Ветле Шостад Крістіансен (NOR) | —   | —   | —  | —   | 25  | 25    |
| 39 | Олексій Слєпов (RUS)           | —   | —   | —  | —   | 22  | 22    |
| 40 | Даніель Бем (GER)              | —   | —   | —  | 18  | —   | 18    |
| 41 | Юліан Ебергард (AUT)           | 16  | —   | —  | —   | —   | 16    |
| 42 | Клемен Бауер (SLO)             | —   | —   | 15 | —   | —   | 15    |
| 42 | Скотт Перрас (CAN)             | —   | 15  | —  | —   | —   | 15    |
| 44 | Беньямін Веґер (SUI)           | —   | —   | 14 | —   | —   | 14    |
| 45 | Владімір Ілієв (BUL)           | 13  | —   | —  | —   | —   | 13    |
| 45 | Андрейс Расторгуєвс (LAT)      | —   | —   | —  | 13  | —   | 13    |
| 47 | Ларс Бергер (NOR)              | 12  | —   | —  | —   | —   | 12    |
| 47 | Томас Каукенас (LTU)           | —   | —   | 12 | —   | —   | 12    |